# Christian Schwarzenegger
Christian Michael Schwarzenegger (* 11. November 1959 in Zürich) ist ein Schweizer Rechtswissenschaftler und Professor für Strafrecht, Strafprozessrecht und Kriminologie an der Universität Zürich. Er ist bekannt für seine wissenschaftliche Arbeit auf dem Gebiet der Cyberkriminalität, der strafrechtlichen Fragen im Zusammenhang mit dem Beginn und dem Ende des Lebens, der Kriminalprävention und der Viktimologie sowie für seine Beiträge zur Förderung des akademischen Austauschs und des gegenseitigen Verständnisses zwischen Japan und der Schweiz.

## Leben
Schwarzenegger wuchs in Zürich als Sohn des in Österreich geborenen Franz Schwarzenegger (1931–2016), eines Werkzeugmachers und Musikers, der später Maschineningenieur wurde, und Hilde Schwarzenegger, geborene Weitzer (1935–2015), auf. Ab 1979 studierte er Rechtswissenschaften an der Universität Zürich und schloss 1984 mit dem Lizenziat ab. Nach einem Italienaufenthalt war er von 1985 bis 1992 Assistent von Günther Kaiser am Kriminologischen Institut der Universität Zürich. 1992 promovierte er mit einer Dissertation über die Einstellungen der Bevölkerung zur Kriminalität und Verbrechenskontrolle und erwarb 1993 das Anwaltspatent des Kantons Schaffhausen. Im Jahr 2008 habilitierte er sich in den Bereichen Strafrecht, Strafprozessrecht und Kriminologie.
Von 1994 bis 1999 war er Assistenzprofessor für Europarecht, Rechtsvergleichung, Strafrecht und Kriminologie an der Universität Niigata und der Universität Aichi in Japan. 1999 wurde er zum Assistenzprofessor mit Tenure Track an der Universität Zürich ernannt. Seit 2010 ist er ordentlicher Professor für Strafrecht, Strafprozessrecht und Kriminologie an der Universität Zürich. Von 2012 bis 2014 war er Dekan der Rechtswissenschaftlichen Fakultät, und seit 2014 ist er Prorektor und Mitglied der Universitätsleitung der Universität Zürich. Derzeit ist er für die Bereiche Professuren und wissenschaftliche Information zuständig. Von 2014 bis 2020 war er für die internationalen Beziehungen der Universität verantwortlich. In diesem Zusammenhang setzte er die erste Internationalisierungsstrategie um und baute strategische Partnerschaften mit der Universität Kyōto und der University of Queensland auf.
Zu Schwarzeneggers Forschungsgebieten gehören Kriminalprävention, Gewalt in der Familie, Internetkriminalität, Tötungsdelikte, Schwangerschaftsabbruch und Entscheidungen am Lebensende (z. B. Sterbehilfe, Suizidbeihilfe). Für seine wissenschaftlichen Werke ist die Verknüpfung von rechtswissenschaftlichen und empirischen Aspekten kennzeichnend. Für das Schweizer Fernsehen (SRF) war er als Experte in mehr als vierzig Dokumentarfilmen über berühmte Kriminalfälle tätig.

## Ehrungen
Am 3. November 2024 verlieh die japanische Regierung Schwarzenegger den Orden der Aufgehenden Sonne, Goldstrahlen mit Halsband, für seine Verdienste um den akademischen Austausch und das gegenseitige Verständnis zwischen Japan und der Schweiz.

## Trivia
Schwarzenegger ist ein Cousin zweiten Grades von Arnold Schwarzenegger. Im Jahr 2018 unterzeichneten sie eine Vereinbarung zum Aufbau einer Kooperation mit dem Zweck der Förderung von Nachhaltigkeit im Finanzsystem (Sustainable Finance) zwischen dem USC Schwarzenegger Institute und den Regions of Climate Action R20 (jetzt: Catalytic) und der Universität Zürich. Ziel der Partnerschaft ist es, die globalen Märkte im Einklang mit dem Pariser Klimaabkommen auf der Grundlage wissenschaftlicher Erkenntnisse zu verändern.

## Schriften (Auswahl)
- Sterbehilfe, in: Hilgendorf Eric / Kudlich Hans / Valerius Brian (Hrsg.), Handbuch des Strafrechts, Bd. 4, Heidelberg: C.F. Müller 2019, 63–110
- Schwangerschaftsabbruch, in: Hilgendorf Eric / Kudlich Hans / Valerius Brian (Hrsg.), Handbuch des Strafrechts, Bd. 4, Heidelberg: C.F. Müller 2019, 111–162
- mit Aurelia Gurt: Rechtliche Möglichkeiten gegen Stalking in der Schweiz, Gutachten zuhanden des Eidgenössischen Büros für die Gleichstellung von Frau und Mann (EBG), Bern: EBG 2019
- mit Florent Thouvenin, Burkhard Stiller: Nutzung von Cloud-Diensten durch Anwältinnen und Anwälte / Utilisation des services de cloud par les avocates et avocats, Center for Information Technology Societey and Law, ITSL, Volume 4, Zürich/Basel/Genf: Schulthess 2019
- mit Daniel Jositsch, Gian Ege: Strafrecht II, Strafen und Massnahmen. 9. Aufl. Zürich: Schulthess 2018
- mit Patrik Manzoni, Rahel Fischbacher: Jugendkriminalität in Österreich aus Täter- und Opferperspektive – Resultate der dritten «International Self-Report Delinquency»-Studie (ISRD-3). Zürich/St. Gallen: Dike 2015
- mit Sarah Summers, Gian Ege, Finlay Young: The Emergence of EU Criminal Law. Cyber Crime and the Regulation of the Information Society. Oxford: Hart Publishing 2014

Quelle